# San Antonio (Bolívar)
San Antonio es un centro poblado bajo jurisdicción del municipio de Barranco de Loba, en el sur del departamento de Bolívar a orillas del río Magdalena, limita al norte con la cabecera municipal, al sur con el municipio de Regidor, al oriente con el Río Magdalena y al occidente con la vereda Los Caimanes.
San Antonio es un centro poblado pequeño de aproximadamente 1000 habitantes.

## Economía
La base de su economía es la pesca: mediante la atarraya y el chinchorro se adquieren diferentes especies como los bocachicos, sardinas, bagres, blanquillos, barbú, etc que son platos exquisitos de la región y que está al alcance de todos sus habitantes. Otra de su fuentes económicas es la agricultura en su minoría ya que el cultivo de las palmas han ido remplazando al pequeño agricultor donde con sus cultivos de plátano, yuca, maíz, ahuyama; sostenía a su grupo familiar.

## Cultura y festividades
La comunidad de San Antonio realiza fiestas patronales el días 13 de junio en honor al patrono San Antonio, lo cual alegran estas fiestas con concursos, misas, castillos, vara de premio, grupos musicales reconocidos, etc.
Sus creencias religiosas son católicas y protestantes. La mayorías de sus habitantes se inclinan por la iglesia católica en donde evidencia su credo, el amor y el respeto a su prójimo.

## Educación
Cuenta con una Institución Educativa Técnica Agropecuaria que ofrece niveles desde preescolar hasta la media, la cual tiene convenio con el Sena que ofrece a los estudiantes una opción para afianzar sus conocimientos en el campo agropecuario.